# تومي فيليبس
تومي فيليبس هو لاعب هوكي الجليد كندي، ولد في 22 مايو 1883 في كينورا في كندا، وتوفي في 30 نوفمبر 1923 بسبب إنتان.

## وصلات خارجية
- تومي فيليبس على موقع EliteProspects.com (الإنجليزية)
- تومي فيليبس على موقع Hockey-Reference.com (الإنجليزية)